# Gesto

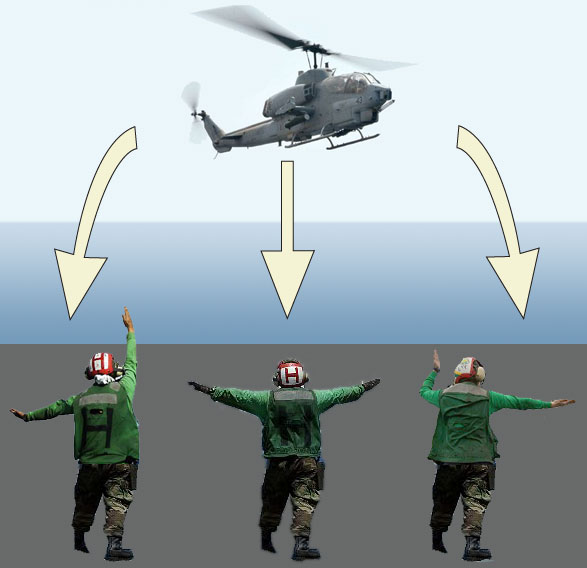
Auxiliares militares utilizan gestos de manos para dirigir las operaciones de aterrizaje a bordo de un portaaviones.

Un gesto (del latín gestus, "ademán", "gesto") es una forma importante de comunicación no verbal o comunicación no vocal en la que expresiones corporales visibles comunican mensajes determinados, ya sea en lugar de, o en conjunción con el habla. 
Los gestos incluyen el movimiento de las manos, la cara u otras partes del cuerpo. Difieren de la comunicación física no verbal en que no comunican mensajes específicos, tales como exposiciones puramente expresivas, proxémicas o de atención compartida. Con los gestos se pueden comunicar variedad de sentimientos y pensamientos, desde el desprecio y la hostilidad hasta la aprobación y el afecto, a menudo con el lenguaje corporal, como complemento o apoyo a las palabras al hablar.
Los gestos también pueden utilizarse para sustituir las palabras. Hay diferentes tipos de acciones: algunos proporcionan información acerca del mensaje (por ejemplo, para destacar un punto clave). Otras veces proporcionan indicios sobre las intenciones o emociones del hablante (por ejemplo, si está avergonzado). 
El proceso del gesto tiene lugar en áreas específicas del cerebro como las de Broca y Wernicke, que son utilizadas por el habla y el lenguaje de señas. De hecho, determinados estudiosos consideran que el lenguaje ha evolucionado en el Homo sapiens desde un sistema anterior consistente en gestos manuales.
Leer las emociones de las personas es una parte importante de la comunicación humana. Reconocer las expresiones faciales es una manera importante de tener una idea de cómo se siente una persona. Más allá de ser capaz de las reconocer expresiones faciales, también debes entender cómo comunicar qué es lo que alguien siente.